# José Lassalle
José Lassalle (Madrid, Castella, 1876 - 9 d'octubre de 1932) fou un compositor i director d'orquestra.
De pare francès i mare espanyola, estudià a espanya i França; en el seu país natal aconseguí el títol de doctor en filosofia i lletres en la Universitat de Madrid, i portat per la seva vocació irrefrenable derivà vers el periodisme, en el que es distingí ben aviat coma crític musical tant a Espanya com a França i Alemanya, en les quals publicacions més notables va col·laborar. La seva llarga estada en el llavors Imperi germànic i la seva decidida afició a la música, la qual constitueix la seva segona naturalesa, el portaren a entregar-se decididament al cultiu d'aquest art per excel·lència, en el que s'inicià en el Wolff Ferrari, seguint a continuació les lliçons de Thuille, fent uns estudis tant a consciència que els seus mestres el col·locaren en la direcció de la sala Kaim-Saal, de Múnic, en la que assolí grans èxits, que mereixeren l'aplaudiment unànime de la crític i del públic alemany. Aviat el seu nom fou respectat i la seva direcció sol·licitada per distintes capitals europees.
A Sant Petersburg dirigí una temporada completa de concerts, i els seus triomfs es recordaren durant molts anys en les columnes de la premsa russa. Fou un entusiasta de les obres d'Anton Bruckner, pel que sentia una autèntica idolatria, ja que per a ell era com l'encarnació d'una família ideal, era com la seva religió.

A principis del segle xx, durant una de les seves freqüents estades a Barcelona, formà una orquestra a l'estil alemany, l'orientació de la qual explicà el mateix mestre d'aquesta forma:
| « | <El convulsiu avançament de les escoles modernes han donat per resultat el que en la massa del públic existeixin llacunes deplorables en el referent a l'educació artística; així és que es dona amb freqüència el cas d'aficionats que aprecien i assaboreixen les sublims obres de Wagner i ignoren tota la grandiositat i el diví de les melodies de Bach, Haydn, Mozart, i de tants altres precursors d'aquell gran geni.> | » |

La nova societat que prengué el nom de La Filarmonica Barcelonesa, anuncià el seu primer concert en el qual programa i figurava obres de Haydn, Mozart, Beethoven, Brahms, Franck, Schubert, Liszt, Boehe i Bruckner, seguint els principis exposats en el programa de la Societat, que per ser realment molt interessant, era d'esperar que no cauria en terreny estèril, venint com venia amb el propòsit simplement d'estendre i propagar la cultura.